# Belagerung von Gaza
Die Belagerung von Gaza im Herbst 332 v. Chr. war Teil des Feldzuges Alexanders des Großen gegen das Achämenidenreich. 
Bei der zweimonatigen Belagerung der Stadt Gaza, die durch den Levantehandel reich geworden war, setzte der makedonische Feldherr dieselben Belagerungsmaschinen ein wie bei der Belagerung von Tyros. Nach drei vergeblichen Versuchen, die Stadt einzunehmen, gelang es Alexander schließlich, die Mauern mit einem Sturmangriff zu überwinden. Da Batis, der Kommandeur der persischen Garnison, und die Bewohner der Stadt sich Alexander nicht freiwillig ergeben wollten, ließ dieser die gesamte männliche Stadtbevölkerung hinrichten und die Frauen und Kinder in die Sklaverei verkaufen. 
In den Darstellungen des griechischen Historikers Hegesias von Magnesia und des römischen Historikers Quintus Curtius Rufus schleifte Alexander den persischen Befehlshaber Batis vor den Stadttoren, angebunden an einen Streitwagen, zu Tode. Dieser Vergleich mit der Tötung Hektors sollte die Unnachgiebigkeit des persischen Kommandeurs bestrafen. 